# Yvan Quénin
Yvan Quénin, född 1 mars 1920 i Monaco, död juli 2009, var en fransk basketspelare.
Quénin blev olympisk silvermedaljör i basket vid sommarspelen 1948 i London.